# Clostera kononis
Clostera kononis är en fjärilsart som beskrevs av Matsumura 1929. Clostera kononis ingår i släktet Clostera och familjen tandspinnare. Inga underarter finns listade i Catalogue of Life.